# Emily Yancy
Emily Yancy (New York, 28 aprile 1939) è un'attrice statunitense.

## Biografia
Tra le maggiori interpreti negli anni settanta del genere blaxploitation, debuttò nel grande schermo nel 1968 nel film Una meravigliosa realtà, interpretato da George Peppard e Mary Tyler Moore. 
Nel 1970 interpretò il ruolo di Mabel nella pellicola Pupe calde e mafia nera e, due anni più tardi, fu nelle vesti di Nancy in Blacula, il suo maggior successo. A partire dal 1973 lavorò quasi esclusivamente in serie TV quali Sulle strade della California, A tutte le auto della polizia, Il mio amico Arnold e The Unit. 
In tempi più recenti è apparsa nel film The Abyss (1989) di James Cameron, nel ruolo di una reporter.

## Filmografia parziale
- Una meravigliosa realtà (What's So Bad About Feeling Good?), regia di George Seaton (1968)
- Dimmi che mi ami, Junie Moon (Tell Me That You Love Me, Junie Moon), regia di Otto Preminger (1970)
- Pupe calde e mafia nera (Cotton Comes to Harlem), regia di Ossie Davis (1970)
- Blacula, regia di William Crain (1972)
- La spada a tre lame (The Sword and the Sorcerer), regia di Albert Pyum (1982)
- The Abyss, regia di James Cameron (1989)
- Nine Months - Imprevisti d'amore (Nine Months), regia di Chris Columbus (1995)
- Sharp Objects - miniserie TV, 6 episodi (2018)